# Микола (Дутка)
Єпископ Микола (в миру Микола Іванович Дутка; нар. 23 травня 1966 року у м. Чернівці, Української РСР) — єпископ Російської православної церкви, єпископ Находкинський і Преображенський. Тезоіменитство — 4(17) лютого.

## Походження та навчання
Микола Дутка народився у 1966 році в православній родині у м. Чернівці.
У 1983 році він закінчив середню загальноосвітню школу. По закінченні школи співав у хорі Миколаївського кафедрального собору в місті Чернівці, паралельно служив старшим іподияконом при єпископі Чернівецькому і Буковинському Варлаамі.
У 1984 — 1986 роках Микола Дутка служив у лавах Збройних сил СРСР.
Після демобілізації служив старшим іподияконом у Чернівецькій єпархії при єпископі Антонію, одночасно працював діловодом в канцелярії.
У 1987 році він вступив на очне відділення Московської духовної семінарії, яку закінчив у 1990 році.

## Православне служіння

### Чернецтво
У 1989 році був зарахований до братії Троїце-Сергієвої лаври. 3 січня 1991 року архімандритом Феогностом, намісником Лаври, в Троїцькому соборі Микола Дутка був пострижений у чернецтво з ім'ям Микола (Николай), на честь преподобного Миколи сповідника, ігумена Студійського.
7 травня 1991 року в Трапезному храмі Свято-Троїцької лаври він був висвячений на ієродиякона архієпископом Корсунським Валентином.

### Пресвітер
6 січня 2002 року направлений на церковно-приходське служіння до Владивостоцької єпархії. У тому ж році єпископом Владивостокським та Приморським Веніаміном був висвячений на пресвітера до Свято-Успенської церкви міста Владивостока (Російська Федерація). Пізніше призначений настоятелем храму преподобного Серафима Саровського міста Владивостока. У 2008 році одночасно призначений настоятелем храму Казанської ікони Божої Матері міста Находка.
Одночасно навчався на заочному секторі Київської духовної академії.

### Єпископ та архімандрит
Рішенням Священного синоду від 27 липня 2011 року (журнал № 69) обраний єпископом Находкинським та Преображенським.
27 серпня 2011 року за всенічним бдінням у Храмі Христа Спасителя Патріарх Московський і всієї Русі Кирил підніс ігумена Миколу (Дутку) до сану архімандрита, а по закінченні богослужіння в Тронному залі Патріарших покоїв Храму Христа Спасителя очолив чин наречення архімандрита Миколи (Николая) у єпископа Находкинського та Преображенського.
1 вересня 2011 року в Свято-Троїцькому кафедральному соборі міста Магадана Патріарх Кирил очолив хіротонію архімандрита Миколи у єпископа Находкинського та Преображенського. У богослужінні взяли участь: керуючий справами Московської Патріархії митрополит Саранський та Мордовський Варсонофій; архієпископ Владивостоцький та Приморський Веніамін; архієпископ Томський та Асиновський Ростислав; архієпископ Хабаровський та Приамурський Ігнатій; архієпископ Челябінський та Златоустівський Феофан; єпископ Магаданський та Синегорський Гурій; єпископ Костанайський та Петропавлівський Анатолій; єпископ Бєльцький та Фелештський Маркел; керівник Адміністративного секретаріату Московської Патріархії єпископ Солнєчногорський Сергій. З 12 по 23 грудня 2011 року Микола Дутка слухав двотижневі курси підвищення кваліфікації для новообраних архієреїв Російської Православної Церкви в Загальноцерковній аспірантурі та докторантурі імені святих рівноапостольних Кирила і Мефодія.